# Jokūbas Šernas
Jokūbas Šernas est un homme politique et avocat lituanien né le 14 juin 1888 à Jasiškiai, dans la municipalité de Biržai, et mort le 31 juillet 1926 à Kaunas. En février 1918, il est l'un des vingt signataires de la déclaration d'indépendance de la Lituanie.
Il est le père de l'acteur Jacques Sernas.